# Keystone, Florida
Keystone är en ort (CDP) i Hillsborough County, i delstaten Florida, USA. Enligt United States Census Bureau har orten en folkmängd på 24 039 invånare (2010) och en landarea på 91 km².